# Brachythecium chocayae
Brachythecium chocayae là một loài Rêu trong họ Brachytheciaceae. Loài này được Herzog mô tả khoa học đầu tiên năm 1916.